# Route des Grands Crus

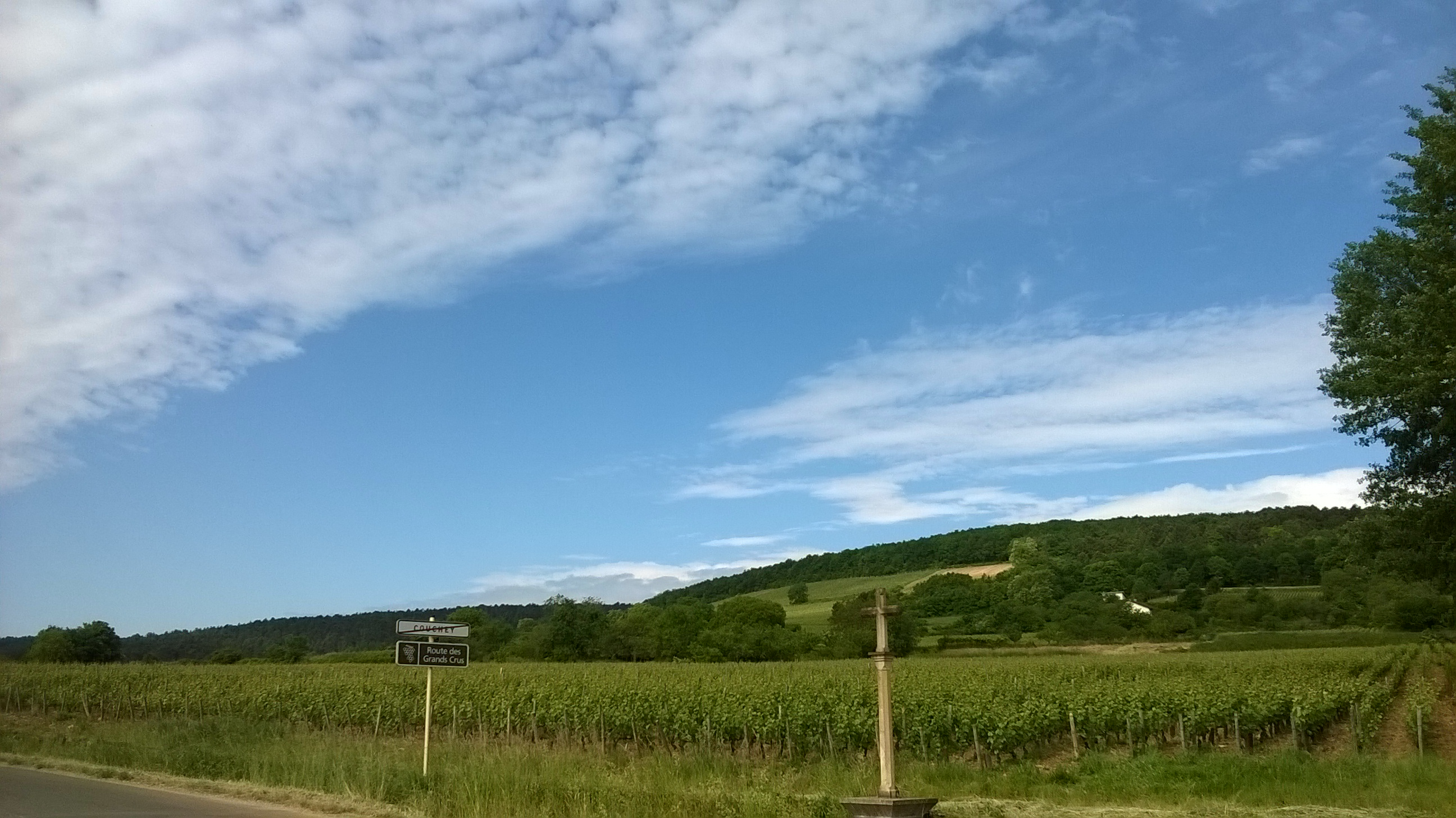
Weinanbau in der Nähe von Fixin

Die Route des Grands Crus (zu deutsch etwa Route der edlen Weine) ist eine Weinroute der französischen Region Burgund im Département Côte-d’Or. Die Route erstreckt sich von Chenôve im Norden (südlich von Dijon) bis nach Puligny-Montrachet als Endpunkt im Süden. Etwa in der Mitte der etwa 60 km langen Route befindet sich der historisch bedeutsame Ort Beaune.

## Beschreibung
Das Weinanbaugebiet der Route untergliedert sich in die Côte de Nuits nördlich von Beaune und die Côte de Beaune südlich der Stadt. Während im nördlichen Bereich Rotweine vorherrschen (Pinot noir), werden im Süden sowohl Rot- wie auch Weißweine angebaut und vertrieben (Pinot Noir und Chardonnay). An praktisch jedem Ort der Route kann Wein verköstigt (Dégustation) und erworben werden, wobei neben der Verköstigung oft noch die Möglichkeit der Besichtigung von Weinkellern bzw. Weinmuseen angeboten wird.